# Inverness Caledonian Thistle Football Club 2020-2021
Questa voce raccoglie le informazioni riguardanti l'Inverness Caledonian Thistle Football Club nelle competizioni ufficiali della stagione 2020-2021.

## Stagione
- In Scottish Championship l'Inverness si classifica al 5º posto (36 punti), dietro al Dunfermline e davanti al Queen of the South.
- In Scottish Cup viene eliminato al quarto turno dal St. Mirren (2-1).
- In Scottish League Cup non supera la fase a gironi, classificandosi al terzo posto (6 punti) nel gruppo A dietro a Hearts e Raith Rovers e davanti a East Fife e Cowdenbeath.

## Maglie e sponsor
| Casa | Trasferta |

## Rosa
| N. |                             | Ruolo | Calciatore            |
| -- | --------------------------- | ----- | --------------------- |
| 1  | Scozia (bandiera)           | P     | Mark Ridgers          |
| 2  | Scozia (bandiera)           | D     | Wallace Duffy         |
| 3  | Scozia (bandiera)           | D     | Kevin McHattie        |
| 4  | Scozia (bandiera)           | C     | Sean Welsh (capitano) |
| 5  | Scozia (bandiera)           | D     | Lewis Toshney         |
| 6  | Irlanda del Nord (bandiera) | D     | Daniel Devine         |
| 7  | Scozia (bandiera)           | A     | James Keatings        |
| 8  | Inghilterra (bandiera)      | C     | David Carson          |
| 10 | Irlanda (bandiera)          | C     | Aaron Doran           |
| 11 | Scozia (bandiera)           | C     | Tom Walsh             |
| 12 | Scozia (bandiera)           | C     | Roddy MacGregor       |
| 14 | Inghilterra (bandiera)      | C     | James Vincent         |
| 15 | Scozia (bandiera)           | C     | Anthony McDonald      |

| N. |                        | Ruolo | Calciatore       |
| -- | ---------------------- | ----- | ---------------- |
| 16 | Scozia (bandiera)      | D     | Cameron Harper   |
| 17 | Inghilterra (bandiera) | A     | Miles Storey     |
| 18 | Scozia (bandiera)      | C     | Scott Allardice  |
| 20 | Scozia (bandiera)      | D     | Harry Nicolson   |
| 21 | Scozia (bandiera)      | P     | Cammy Mackay     |
| 22 | Scozia (bandiera)      | D     | Brad McKay       |
| 24 | Scozia (bandiera)      | D     | Robbie Deas      |
| 26 | Scozia (bandiera)      | D     | Ryan Fyffe       |
| 27 | Scozia (bandiera)      | C     | Daniel MacKay    |
| 28 | Scozia (bandiera)      | C     | Lewis Hyde       |
| 29 | Scozia (bandiera)      | C     | Shane Harkness   |
| 31 | Scozia (bandiera)      | P     | Martin MacKinnon |
| 77 | Bulgaria (bandiera)    | A     | Nikolay Todorov  |